# Moklobemid
A moklobemid egy benzamid származék. Antidepresszáns, ami az agy monoaminerg pályarendszereire hat. A monoamin-oxidáz-A (MAO-A) reverzibilisen ható inhibitora (RIMA) ami gátolja a szerotonin, noradrenalin és dopamin dezaminálódását. Hatására e neurotranszmitterek plazmakoncentrációja megnövekszik, ennek köszönhető a moklobemid antidepresszáns hatása.

## Hatása
A monoamin-oxidáz enzim két típusa ismert, az "A" és a "B" típus, melyek egymástól a szubsztrátum specificitásában különböznek. A moklobemid főként a MAO-A típusú enzimet gátolja, gátlás rövid hatástartamú (maximum 24 óra) és reverzibilis. A noradrenalin, dopamin és szerotonin metabolizmusa tehát csökken, minek következtében nő ezeknek a transzmittereknek az extracelluláris koncentrációja. Ennek eredményeként az Moklobemid hangulatemelő hatású és fokozza a pszichomotoros aktivitást is, így javul a rossz közérzet, csökken a kimerültség, nő a belső hajtóerő és javul a koncentrációs képesség. Ezek a hatások gyakran már a kezelés első hetében jelentkeznek. A szociális fóbiához kötődő tüneteket is enyhíti. Bár nem szedativum, a depressziós betegek alvásminőségét már néhány napon belül javítja. Az éberséget nem csökkenti. Jól tolerálható, toxicitása alacsony. Cardiotoxicitást nem figyeltek meg.

## Javallatok
A moklobemidet depresszió, különösen major depresszió, illetve különböző szociális fóbiák kezelésére használják.

## Készítmények
Aurorix 

Maorex 

Mocrim